# Myriam Djekoundade
Myriam Djekoundade, née le 2 janvier 1998 à Castres (Tarn), est une joueuse française de basket-ball.

## Biographie
Durant l'été 2016, elle joue avec l'équipe de France U18 dirigée par Arnaud Gupillote qui remporte invaincue le tournoi battant en finale l'Espagne 74 à 44. Durant l'été 2017, elle participe au championnat du monde U19 où la France butte en quarts de finale contre les Américaines.
Elle participe à la saison 2016-2017 en nationale 1 à Ifs, club normand proche de Mondeville. Lors de sa première saison pro à Mondeville, elle retrouve Romain L'Hermitte (3,1 points et 3,9 rebonds) et gagne son temps de jeu en tant que joker défensif polyvalent : « À l'intérieur, j'ai l'avantage d'être plus mobile que certaines. À l'extérieur, je suis plus grande que la plupart de mes adversaires. J'essaye de profiter de cela ». Au printemps 2018, elle signe pour trois saisons de plus, tout en poursuivant des études supérieures qu'elle avait mis en parenthèses dans l'Hérault. Durant la saison 2018-2019, ses statistiques sont de 6,3 points et 2,2 passes décisives, mais elle ne peut éviter la relégation de Mondeville en Ligue 2.
Elle signe par la suite avec Landerneau et prolonge son contrat au printemps 2020. Après une deuxième saison à Landerneau à 4,3 points et 3,6 rebonds pour 6,1 d'évaluation en 23 minutes de jeu en 2020-2021, elle signe pour le club de Saint-Amand, toujours en LFB. Elle a plus de temps de jeu dans ce club, avec 32 minutes de moyennes pour des statistiques de 9,1 points et 5,6 rebonds par match. Son club finit 9ème et donc au pied des playoffs. Elle ne reste pas à Saint-Amand la saison d'après et s'engage avec Villeneuve-d'Ascq pour la saison 2022-2023 qui, ayant finit deuxième de saison régulière, participe à l'Euroligue 2022-2023.
En septembre 2021, elle remporte la médaille d'or de la Nations League avec l'équipe de France 3x3 des moins de 23 ans.
Avec l'équipe de France féminine de basket-ball à trois, elle remporte la médaille d'argent lors des Jeux européens de 2023 à Cracovie.

## Clubs
- 2005-2006 :  Orléans BA
- 2007-2011 :  Castres BC
- 2011-2013 :  Gaillac
- 2013-2015 :  Bourges
- 2015-2016 :  Lattes Montpellier
- 2016-2017 :  Ifs (NF1)
- 2017-2019 :  USO Mondeville
- 2019-2021 :  Landerneau Bretagne Basket
- 2021-2022 :  Saint-Amand Hainaut Basket
- 2022-2023 :  Villeneuve-d'Ascq
- 2024-2025 :  Basket Landes

## Palmarès

### Équipe nationale
- Médaille d'or au championnat d'Europe U18 2016[2]
- médaille d'or de la Nations League 3x3 en U23 [11].
- Médaille d'or à la Coupe du monde de basket-ball 3×3 2022[13].
- Médaille d'or à la Coupe d’Europe de basket-ball 3×3 2022
- Médaille d’argent à la Coupe du monde de basket-ball 3×3 2023
- Médaille d'argent aux Jeux européens de 2023